# Nothocasis polystictaria
Nothocasis polystictaria är en fjärilsart som beskrevs av George Francis Hampson 1903. Nothocasis polystictaria ingår i släktet Nothocasis och familjen mätare. Inga underarter finns listade i Catalogue of Life.